# Hendrik Brocks
Hendrik Brocks (27 de março de 1942 – Sukabumi, 8 de março de 2023) foi um ciclista olímpico indonésio. Representou sua nação nos Jogos Olímpicos de Verão de 1960. Também disputou os Jogos Asiáticos de 1962 em Jacarta, nos quais conquistou três ouros.